# Cycas sundaica
Cycas sundaica — вид саговників, ендемічний для Малих Зондських островів Індонезії. Зустрічається на островах Сумбава, Комодо, Рінка, Флорес і Алор.